# Función pública
La Función Pública puede entenderse como el conjunto de la Administración pública; la actividad de los  funcionarios; o bien toda la actividad que realiza el Estado. En este caso, tales funciones públicas pueden ser realizadas por el Estado  por razón de que la ley las pone a su cargo o al menos prevé su realización en un Estado de Derecho o bien por la voluntad unilateral o soberana de un Estado que no se rige por tales normas (una monarquía absoluta o un Estado totalitario). 
El Estado puede realizarlas de manera directa o de manera indirecta, mediante la participación de particulares (ya sean concesionarios -obra pública y sus contrataciones- u otros tipos de relación de trabajo o servicios). La condición jurídica de estas relaciones tiene distintas peculiaridades según las legislaciones o la aplicación de estatutos previamente definidos, que matizan los actos unilaterales del Estado e introducen distintos tipos de expresión de la voluntad del trabajador o prestatario de los servicios. El tipo de acto contractual o cláusulas limitadoras se han calificado de actos de condición o de unión más que de adhesión, dado que la capacidad negociadora de las partes está interferida por cuestiones que pueden tener incluso consecuencias constitucionales.